# Liste der Straßen und Brücken in Hamburg-Alsterdorf

Lage von Alsterdorf in Hamburg und im Bezirk Hamburg-Nord (hellrot)

Die Liste der Straßen und Brücken in Alsterdorf ist eine Übersicht der im Hamburger Stadtteil Alsterdorf vorhandenen Straßen und Brücken. Sie ist Teil der Liste der Verkehrsflächen in Hamburg.

## Überblick
In Alsterdorf (Ortsteilnummer 407) leben 15108 Einwohner (Stand: 31. Dezember 2023) auf 3,2 km². Alsterdorf liegt in den Postleitzahlenbereichen 22297, 22335, 22337 und 22453.
In Alsterdorf gibt es 82 benannte Verkehrsflächen, darunter 17 Brücken.

## Übersicht der Straßen
Die nachfolgende Tabelle gibt eine Übersicht über alle benannten Verkehrsflächen – Straßen, Plätze und Brücken – im Stadtteil sowie einige dazugehörige Informationen. Im Einzelnen sind dies:
- Name/Lage: aktuelle Bezeichnung der Straße, des Platzes oder der Brücke. Über den Link (Lage) kann die Straße, der Platz oder die Brücke auf verschiedenen Kartendiensten angezeigt werden. Die Geoposition gibt dabei ungefähr die Mitte an. Bei längeren Straßen, die durch zwei oder mehr Stadtteile führen, kann es daher sein, dass die Koordinate in einem anderen Stadtteil liegt.
- Straßenschlüssel: amtlicher Straßenschlüssel, bestehend aus einem Buchstaben (Anfangsbuchstabe der Straße, des Platzes oder der Brücke) und einer dreistelligen Nummer.
- Länge/Maße in Metern:
Hinweis: Die in der Übersicht enthaltenen Längenangaben sind nach mathematischen Regeln auf- oder abgerundete Übersichtswerte, die im Digitalen Atlas Nord[1] mit dem dortigen Maßstab ermittelt wurden. Sie dienen eher Vergleichszwecken und werden, sofern amtliche Werte bekannt sind, ausgetauscht und gesondert gekennzeichnet.
Bei Plätzen sind die Maße in der Form a × b bei rechteckigen Anlagen oder a × b × c bei dreiecksförmigen Anlagen mit a als längster Kante dargestellt.
Der Zusatz (im Stadtteil) gibt an, wie lang die Straße innerhalb des Stadtteils ist, sofern sie durch mehrere Stadtteile verläuft.
- Namensherkunft: Ursprung oder Bezug des Namens.
- Datum der Benennung: Jahr der offiziellen Benennung oder der Ersterwähnung eines Namens, bei Unsicherheiten auch die Angabe eines Zeitraums.
- Anmerkungen: Weitere Informationen bezüglich anliegender Institutionen, der Geschichte der Straße, historischer Bezeichnungen, Baudenkmale usw.
- Bild: Foto der Straße oder eines anliegenden Objektes.

| Name/Lage                      | Straßen- schlüssel | Länge/Maße (in Metern) | Namensherkunft | Datum der Benennung | Anmerkungen | Bild                        |
| ------------------------------ | ------------------ | ---------------------- | --- | ------------------- | --- | --------------------------- |
| Alsterberg (Lage)              | A092               | 0235                   | nach einem Flurnamen | 1927                | | Alsterberg                  |
| Alsterdorfer Brücke (Lage)     | –                  | 0025                   | nach Lage und Funktion im Stadtteil | 1922                | überquert im Zuge des Alsterdorfer Damms den Skagerrakkanal; damalige Schreibweise Alsterdorferbrücke | Alsterdorfer Brücke         |
| Alsterdorfer Damm (Lage)       | A100               | 0515                   | nach der Lage im Stadtteil | 1881                | | Alsterdorfer Damm           |
| Alsterdorfer Markt (Lage)      | A698               | 0100                   | nach der Lage im Stadtteil | 2003                | | Alsterdorfer Markt          |
| Alsterdorfer Straße (Lage)     | A101               | 3010 (im Stadtteil)    | nach der Lage im Stadtteil | 1863                | östlich der Brücke beim Bahnhof Ohlsdorf in Ohlsdorf, südlich der Brücke in Höhe Braamkamp in Winterhude, dazwischen komplett in Alsterdorf | Alsterdorfer Straße         |
| Alsterkrugchaussee (Lage)      | A111               | 2765 (im Stadtteil)    | im Volksmund entstandener Name | 1830                | zwischen den Kreuzungen Rosenbrook/Deelböge/Borsteler Chaussee im Süden und Zeppelinstraße/Weg beim Jäger/Röntgenstraße im Norden westliche Straßenhälfte in Groß Borstel, östliche in Alsterdorf, nördlicher Teil komplett in Fuhlsbüttel; Teil der B 433 | Alsterkrugchaussee          |
| Alsterkrüger Kehre (Lage)      | A109               | 0090                   | in Anlehnung an die Alsterkrugchaussee, von der die Straße abzweigt | 1930                | | Alsterkrüger Kehre          |
| Am Brabandkanal (Lage)         | A200               | 0590                   | nach der Lage am Brabandkanal | 1949                | | Am Brabendkanal             |
| Am Oortensiek (Lage)           | A304               | 0100                   | nach einem ehemals hier gelegenen Teich | 1930                | | Am Oortensiek               |
| An der Blütenmauer (Lage)      | A395               | 0180                   | nach den umliegenden Straßen, die nach Pflanzenmotiven benannt sind | 1936                | | An der Blütenmauer          |
| Aurikelstieg (Lage)            | A529               | 0175                   | nach der gleichnamigen Pflanzenart | 1935                | | Aurikelstieg                |
| Bebelallee (Lage)              | B122               | 1550 (im Stadtteil)    | August Bebel (1840–1913), SPD-Politiker und Publizist | 1922, 1945          | südlich der Brücke in Höhe Braamkamp in Winterhude; 1933 bis 1945 Adolf-Hitler-Straße | Bebelallee                  |
| Bilser Stieg (Lage)            | B345               | 0105                   | in Anlehnung an die Bilser Straße | 1930                | | Bilser Stieg                |
| Bilser Straße (Lage)           | B346               | 0750                   | Bilsen, Gemeinde im schleswig-holsteinischen Kreis Pinneberg | 1930                | Hamburg erhielt 1803 im Tausch gegen unter anderem Bilsen das seinerzeit zu Trittau gehörende Alsterdorf. | Bilser Straße               |
| Birkenhain (Lage)              | B360               | 0195                   | nach der früheren Bepflanzung | 1936                | | Birkenhain                  |
| Blaukissenstieg (Lage)         | B391               | 0225                   | nach dem gleichnamigen Kreuzblütengewächs | 1935                | | Blaukissenstieg             |
| Bodelschwinghstraße (Lage)     | B427               | 0140                   | Friedrich von Bodelschwingh (1831–1910), Theologe | 1908                | | Bodelschwinghstraße         |
| Braamkamp (Lage)               | B524               | 0065 (im Stadtteil)    | nach einer Flurbezeichnung | 1928                | Teil des Ring 2; östlicher Teil ab U-Bahn-Brücke in Winterhude | Braamkamp                   |
| Brabandbrücke (Lage)           | –                  | 0030                   | in Anlehnung an die Brabandstraße | 1922                | überquert im Zuge der Brabandstraße den südlichen Teil des Brabandkanals | Brabandbrücke               |
| Brabandstraße (Lage)           | B526               | 1210                   | Carl Braband (1870–1914), Rechtsanwalt und Politiker | 1922                | | Brabandstraße               |
| Carl-Cohn-Straße (Lage)        | C005               | 0490 (im Stadtteil)    | Carl Cohn (1857–1931), Überseekaufmann und Hamburger Senator | 1929, 1948          | von 1933 bis 1948 Mackensenstraße; südlich der U-Bahnbrücke in Winterhude | Carl-Cohn-Straße            |
| Dammbrücke (Lage)              | –                  | 0050                   | nach der Funktion | 1922                | überquert im Zuge des Alsterdorfer Damms die Alster | Dammbrücke                  |
| Deelböge (Lage)                | D049               | 0485                   | Lt. Beckershaus kommen zwei Möglichkeiten in Betracht: davon ausgehend, dass mit „Deel“ eine Niederung und mit „Böge“ ein Bogen gemeint ist, handelte es sich um eine Flussbiegung in einer Niederung; eine andere Lesart übersetzt „Deel“ aus dem Niederdeutschen mit „Teil“, so dass aufgeteilte Ländereien gemeint sein könnten. | 1946                | ursprünglich Teil der Borsteler Chaussee; ca. 1935 bis 1946 Dietrich-Eckart-Straße | Deelböge                    |
| Deelbögebrücke (Lage)          | –                  | 0035                   | in Anlehnung an die Straße Deelböge | 1960                | überquert im Zuge der Straße Deelböge die Alster; 1922 Chausseebrücke (in Anlehnung an die Borsteler Chaussee); ca. 1935 bis 1946 Dietrich-Eckart-Brücke                                                                                                   | Deelbögebrücke              |
| Deelbögenkamp (Lage)           | D245               | 0080                   | in Anlehnung an die Straße Deelböge | 1968                | | Deelbögenkamp               |
| Dorothea-Kasten-Straße (Lage)  | D277               | 0285                   | Dorothea Kasten (1907–1944), Opfer des Nationalsozialismus | 1993                | Kasten gehörte zu den Bewohnern der Alsterdorfer Anstalten, die nach und nach deportiert und ermordet wurden. | Dorothea-Kasten-Straße      |
| Elisabeth-Flügge-Straße (Lage) | E336               | 0585                   | Elisabeth Flügge (1895–1983), Lehrerin, ausgezeichnet als Gerechte unter den Völkern | 2002                | | Elisabeth-Flügge-Straße     |
| Elsa-Bauer-Weg (Lage)          | E307               | 0075                   | Elsa Bauer (1875–1942), Lehrerin, Verfolgte des Nationalsozialismus | 1985                | Bauer schied vor dem Hintergrund der drohenden Deportation freiwillig aus dem Leben. | Elsa-Bauer-Weg              |
| Enzianstraße (Lage)            | E191               | 0195                   | nach der gleichnamigen Pflanzengattung | 1922                | Lungenenzian wuchs bis 2019 im nahegelegenen Naturschutzgebiet Eppendorfer Moor. Ist durch falsche Pflege dort ausgestorben. | Enzianstraße                |
| Feuerbergstraße (Lage)         | F100               | 0380 (im Stadtteil)    | nach einer Flurbezeichnung | 1900                | östlich der Feuerbergstraßenbrücke in Ohlsdorf | Feuerbergstraße             |
| Feuerbergstraßenbrücke (Lage)  | –                  | 0020 (im Stadtteil)    | in Anlehnung an die Feuerbergstraße | 1960                | überquert im Zuge der Feuerbergstraße die Gleise der S-Bahn; östlicher Teil in Ohlsdorf | Feuerbergstraßenbrücke      |
| Floot (Lage)                   | F154               | 0355                   | nach einer Flurbezeichnung (Floot = Bach oder Graben) | 1935                | | Floot                       |
| Frühlingsgarten (Lage)         | F258               | 0415                   | nach den umliegenden Straßen, die nach Pflanzenmotiven benannt sind | 1936                | | Frühlingsgarten             |
| Gertrud-Pardo-Weg (Lage)       | G441               | 0110                   | Gertrud Pardo (1883–1941), Gewerbeoberlehrerin, Opfer des Nationalsozialismus | 1985                | Gertrud Pardo war die Schwester des Rechtsanwalts und SPD-Politikers Herbert Pardo. | Gertrud-Pardo-Weg           |
| Hebebrandbrücke (Lage)         | H730               | 0015 (im Stadtteil)    | in Anlehnung an die Hebebrandstraße | 1974                | östlich der Brückenmitte in Ohlsdorf, westlich zunächst kurz auf Alsterdorfer Gebiet, im weiteren Verlauf in Winterhude, äußerster südlicher Brückenteil in Barmbek-Nord                                                                                   | Hebebrandbrücke             |
| Hebebrandstraße (Lage)         | H703               | 0015 (im Stadtteil)    | Werner Hebebrand (1899–1966), Architekt und Stadtplaner, Oberbaudirektor in Hamburg (1952–1964) | 1969                | zwischen Fuhlsbüttler Straße und Hebebrandbrücke in Ohlsdorf, äußerster südlicher Teil in Barmbek-Nord, westlich der Hebebrandbrücke in Winterhude, zwischen Ohlsdorf und Winterhude berührt sie im Zuge der Hebebrandbrücke kurz den Stadtteil Alsterdorf | Hebebrandstraße             |
| Heilholtkamp (Lage)            | H265               | 0755                   | nach einem Flurnamen | 1900                | | Heilholtkamp                |
| Heubergredder (Lage)           | H407               | 0380                   | nach einem Flurnamen | 1881                | | Heubergredder               |
| Höhenstieg (Lage)              | H491               | 0175                   | nach der erhöhten Lage auf dem Alsterberg | 1927                | | Höhenstieg                  |
| Höhentwiete (Lage)             | H492               | 0140                   | in Anlehnung an den Höhenstieg | 1944                | | Höhentwiete                 |
| Inselbrücke (Lage)             | –                  | 0020                   | nach der Funktion | 1922                | überquert im Zuge der Inselstraße den Inselkanal | Inselbrücke                 |
| Inselstraße (Lage)             | I096               | 0465                   | nach der Lage auf einer durch die Kanalisation der Alster entstandenen Insel | 1922                | | Inselstraße                 |
| Irma-Sperling-Weg (Lage)       | I132               | 0135                   | Irma Sperling (1930–1944), Euthanasieopfer des Nationalsozialismus | 1985                | | Irma-Sperling-Weg (Hamburg) |
| Julia-Cohn-Weg (Lage)          | J129               | 0070                   | Julia Cohn (* 1888, † zwischen 1941 und 1944), Lehrerin, Opfer des Nationalsozialismus | 1985                | | Julia-Cohn-Weg              |
| Kiefernhain (Lage)             | K636               | 0145                   | nach dem dortigen Kiefernbestand | 2007                | | Kiefernhain                 |
| Kirschenstieg (Lage)           | K204               | 0190                   | nach der ehemaligen Bepflanzung mit Kirschbäumen | 1928                | | Kirschenstieg               |
| Knappe Böge (Lage)             | K286               | 0095                   | nach einem Flurnamen | 1933                | Fußweg | Knappe Böge                 |
| Krokusstieg (Lage)             | K445               | 0125                   | nach der gleichnamigen Pflanze | 1935                | | Krokusstieg                 |
| Kugelfang (Lage)               | K490               | 0155                   | zur Erinnerung an den ehemaligen Schießstand des Infanterie-Regiments Nr. 76 | 1934                | | Kugelfang                   |
| Maienweg (Lage)                | M017               | 1095 (im Stadtteil)    | nach einer gekürzten Form für den Maikirschbaum | 1898/1949           | von 1933 bis 1949 Ralph-Baberadt-Straße; nordöstlich der Sengelmannstraße in Ohlsdorf | Maienweg                    |
| Maiglöckchenstieg (Lage)       | M377               | 0455                   | nach der gleichnamigen Pflanzenart | 1974                | | Maiglöckchenstieg           |
| Metzgerbrücke (Lage)           | –                  | 0035                   | nach der Funktion | 1922                | überquert im Zuge der Wilhelm-Metzger-Straße die Alster | Metzgerbrücke               |
| Moltrechtweg (Lage)            | M241               | 0545                   | Hannibal Moltrecht (1812–1882), Techniker und Fabrikant | 1929                | | Moltrechtweg                |
| Orchideenstieg (Lage)          | O111               | 0340                   | nach der gleichnamigen Pflanze | 1922                | Im nahegelegenen Naturschutzgebiet Eppendorfer Moor wuchsen verschiedene Orchideenarten. | Orchideenstieg              |
| Paul-Stritter-Brücke (Lage)    | –                  | 0040                   | in Anlehnung an die Paul-Stritter-Straße | 1960                | überquert die Gleise der U-Bahn zwischen den Haltestellen Sengelmannstraße und Ohlsdorf | Paul-Stritter-Brücke        |
| Paul-Stritter-Weg (Lage)       | P259               | 0445                   | Paul Stritter (1863–1944), Theologe und Direktor der Alsterdorfer Anstalten | 1960                | | Paul-Stritter-Weg           |
| Rathenaubrücke (Lage)          | –                  | 0025                   | in Anlehnung an die Rathenaustraße | 1958                | überquert im Zuge der Rathenaustraße den südlichen Teil des Skagerrakkanals | Rathenaubrücke              |
| Rathenaustraße (Lage)          | R056               | 2920 (im Stadtteil)    | Walter Rathenau (1867–1922), DDP-Politiker | 1922, 1947          | nördliche Straßenhälfte ab Alsterdorfer Straße für ca. 245 Meter in Ohlsdorf, sonst komplett in Alsterdorf; 1933 bis 1947 Skagerrakstraße | Rathenaustraße              |
| Reichstagsbrücke (Lage)        | –                  | 0020                   | nach der Funktion und mit Bezug auf den Reichstagsabgeordneten Wilhelm Metzger | 1922                | überquert im Zuge der Wilhelm-Metzger-Straße den nördlichen Teil des Inselkanals | Reichstagsbrücke            |
| Robert-Finnern-Weg (Lage)      | R433               | 0095                   | Robert Finnern, SPD-Politiker, 1940 hingerichtet, Opfer des Nationalsozialismus | 1985                | | Robert-Finnern-Weg          |
| Rosenbrook (Lage)              | R283               | 0280                   | nach einem Flurnamen | 1910                | westliche Straßenhälfte in Groß Borstel; Teil der B 433 | Rosenbrook                  |
| Rosenbrookbrücke (Lage)        | –                  | 0035                   | in Anlehnung an die Straße Rosenbrook | 1967                | überquert im Zuge der Straße Rosenbrook die Tarpenbek; westliche Brückenhälfte in Groß Borstel | Rosenbrookbrücke            |
| Rotbuchenhain (Lage)           | R458               | 0240                   | nach einer nahegelegenen Baumgruppe mit Rotbuchen | 2015                | | Rotbuchenhain               |
| Rotbuchenstieg (Lage)          | R302               | 0425                   | nach dem gleichnamigen Laubbaum | 1935                | | Rotbuchenstieg              |
| Rotdornstieg (Lage)            | R304               | 0510                   | nach der gleichnamigen Pflanze | 1936                | | Rotdornstieg                |
| Salomon-Heine-Weg (Lage)       | S020               | 0255 (im Stadtteil)    | Salomon Heine (1767–1844), Kaufmann und Bankier, Onkel des Dichters Heinrich Heine | 1967                | südlich der Bahnbrücke in Eppendorf; vor 1967 Teil der Alsterkrugchaussee | Salomon-Heine-Weg           |
| Sengelmannbrücke (Lage)        | –                  | 0050                   | in Anlehnung an die Sengelmannstraße | 1922                | nördlicher Teil der westlichen Brückenhälfte in Ohlsdorf, sonst komplett in Alsterdorf | Sengelmannbrücke            |
| Sengelmannstraße (Lage)        | S405               | 1365 (im Stadtteil)    | Heinrich Matthias Sengelmann (1821–1899), Pastor und Gründer der Alsterdorfer Anstalten | 1899                | östliche Straßenhälfte ab Zeppelinstraße bis Sengelmannbrücke in Ohlsdorf, südlich davon in Alsterdorf, südlich der Bahnbrücke in Winterhude | Sengelmannstraße            |
| Skagerrakbrücke (Lage)         | –                  | 0025                   | zur Erinnerung an die Schlacht im Skagerrak 1916 | 1958                | überquert im Zuge der Rathenaustraße den nördlichen Teil des Skagerrakkanals | Skagerrakbrücke             |
| Suhrenkamp (Lage)              | S806               | 0520 (im Stadtteil)    | nach einer Flurbezeichnung | 1893                | Suhre ist eine Bezeichnung für den Sauerampfer; nordöstlich der Sengelmannstraße in Ohlsdorf, dort auch Sitz der Justizvollzugsanstalt Fuhlsbüttel | Suhrenkamp                  |
| Traute-Lafrenz-Brücke (Lage)   | –                  | 0530                   | in Anlehnung an die Traute-Lafrenz-Straße | 2025                | führt im Zuge der Traute-Lafrenz-Straße über die Alster; 1922 Borgwegbrücke (in Anlehnung an den Borgweg), seit 1926 Hindenburgbrücke | Hindenburgbrücke            |
| Traute-Lafrenz-Straße (Lage)   | T                  | 1275 (im Stadtteil)    | Traute Lafrenz (1919–1923), Ärztin und Widerstandskämpferin gegen den Nationalsozialismus | 2025                | nördlich der Alsterkrugchaussee in Groß Borstel; vor 1926 Teil des Borgwegs, seit 1926 Hindenburgstraße | Hindenburgstraße            |
| Tulpenstieg (Lage)             | T407               | 0155                   | nach dem gleichnamigen Liliengewächs | 1953                | | Tulpenstieg                 |
| Wiesenbrücke (Lage)            | –                  | 0030                   | nach der Funktion und der früheren landschaftlichen Umgebung | 1922                | überquert im Zuge der Brabandstraße den nördlichen Teil des Brabandkanals | Wiesenbrücke                |
| Wilhelm-Bock-Weg (Lage)        | W477               | 0190                   | Wilhelm Bock (1886–1940), SPD-Politiker, Opfer des Nationalsozialismus | 1985                | | Wilhelm-Bock-Weg            |
| Wilhelm-Metzger-Straße (Lage)  | W274               | 0580                   | Wilhelm Metzger (1848–1914), SPD-Politiker | 1949                | 1922 Metzgerstraße; ca. 1935 bis 1949 Admiral-Scheer-Straße | Wilhelm-Metzger-Straße      |
| Winterlingstieg (Lage)         | W323               | 0345                   | nach der gleichnamigen Pflanzenart | 1935                | | Winterlingstieg             |
| Wolffsonbrücke (Lage)          | –                  | 0025                   | in Anlehnung an den Wolffsonweg | 1922, 1947          | überquert im Zuge des Wolffsonwegs den Skagerrakkanal; zwischen 1933 und 1947 Lützowbrücke | Wolffsonbrücke              |
| Wolffsonstieg (Lage)           | W377               | 0070                   | in Anlehnung an den Wolffsonweg | 1922, 1947          | zwischen 1933 und 1947 Lützowstieg | Wolffsonstieg               |
| Wolffsonweg (Lage)             | W378               | 0350                   | Isaac Wolffson (1817–1895), Politiker und Jurist | 1922, 1947          | zwischen 1933 und 1947 Lützowstraße | Wolffsonweg                 |
| Yvonne-Mewes-Weg (Lage)        | Y002               | 0145                   | Yvonne Mewes (1900–1945), Lehrerin, Opfer des Nationalsozialismus | 1985                | | Yvonne-Mewes-Weg            |
| Zeppelinstraße (Lage)          | Z014               | 0340 (im Stadtteil)    | Ferdinand von Zeppelin (1838–1917), Entwickler des nach ihm benannten Luftschiffes | 1927                | nur westliche Straßenhälfte bis Alsterkrugchaussee in Alsterdorf, östliche Hälfte in Ohlsdorf, nördlich der Alsterkrugchaussee in Fuhlsbüttel, im weiteren Verlauf in Langenhorn                                                                           | Zeppelinstraße              |